# Nousseviller-Saint-Nabor
Nousseviller-Saint-Nabor – miejscowość i gmina we Francji, w regionie Grand Est, w departamencie Mozela.
Według danych na rok 1990 gminę zamieszkiwało 916 osób, a gęstość zaludnienia wynosiła 149 osób/km² (wśród 2335 gmin Lotaryngii Nousseviller-Saint-Nabor plasuje się na 391. miejscu pod względem liczby ludności, natomiast pod względem powierzchni na miejscu 910.).